# 达察·阿旺工曲尼玛
达察·阿旺工曲尼玛（藏語：ངག་དབང་དཀོན་མཆོག་ཉི་མ་，威利转写：ngag dbang dkon mchog nyi ma；1653年—1703年）藏族，巴勒（今波密）地方人，第六世（计追认）达察活佛。

## 生平
藏历水蛇年（1653年），他出生于巴勒地方。11岁时，到拉萨，获五世达赖剃度，授沙弥戒，并起法名。21岁时，在拉萨传召法会上扬名，受到五世达赖赏识，留其在身边培养。不久，经达赖同意，他回到八宿。五世达赖将八宿八部的土地以及800余户属民，均作为八宿桑珠德青岭的庄园赐给了他。
30岁时，他接受厄鲁特蒙古准噶尔部博硕克图汗（即噶尔丹，五世达赖封其为“博硕克图汗”）之邀，赴蒙古传教7年。1696年，他正准备返回西藏之时，第巴桑结嘉措借达赖的名义派他去调解蒙古喀尔喀同厄鲁特的纷争。
藏历水羊年（1703年），达察·阿旺工曲尼玛在北京因病圆寂，享年51岁。